# Implant Files
Als Implant Files wird eine Ende 2018 veröffentlichte Recherche des Internationalen Netzwerkes investigativer Journalisten, bezeichnet, welche weltweit Lücken in der Kontrolle von Implantaten aufdeckte.

## Veröffentlichung
Die Veröffentlichung erfolgte im Dezember 2018 unter Zusammenarbeit von ICIJ, BBC, WDR, NDR, Das Erste und Süddeutscher Zeitung. Vorangegangen war eine zweijährige Recherche mit mehr als 250 Journalisten aus 36 Ländern. Vorangegangen war ein (erfolgreicher) Versuch der niederländischen Journalistin Jet Schouten, bei dem sie den ersten Schritt zur Zulassung eines Obstverpackungsnetzes für Mandarinen als Vaginalnetz erreicht hatte. Sie wandte sich an das ICIJ und löste damit die weiteren Recherchen aus.

## Problematik
Die Recherche zeigte auf, dass Medizinprodukte oftmals zu leicht zugelassen werden. Normalerweise müssen neue Medizinprodukte eine klinische Studie durchlaufen, bevor sie zugelassen werden. Ist dies jedoch bereits mit einem ähnlichen Produkt geschehen, so gilt das Äquivalenzprinzip, und die Zulassung besteht für den Hersteller dann nur aus dem Erhalt eines CE-Zeichens, wobei der erste Schritt eine Begutachtung der technischen Dokumentation darstellt und der zweite Schritt eine Begutachtung der Fabrik des Herstellers. Auch die Unabhängigkeit der Prüfstelle, in Deutschland z. B. die Dekra oder der TÜV, wird infrage gestellt, da der Hersteller sowohl Auftraggeber der Prüfung ist und diese ebenfalls bezahlt. Das Prüfunternehmen entscheide bei der Prüfung dann oft nur anhand der vom Hersteller bereit gestellten Unterlagen und nicht anhand des Produktes selbst. Sollte das Produkt abgelehnt werden, so hat der Hersteller allerdings auch die Möglichkeit, das Produkt bei einem anderen von etwa 50 Prüfunternehmen prüfen zu lassen. Außerdem wird kritisiert, dass Hersteller oft selbst Medizinprodukte zurückrufen müssen und dies nur selten behördlich angeordnet werde.
Das Bundesinstitut für Arzneimittel und Medizinprodukte (BfArM) ist für die Überwachung der Medizinprodukte zuständig. Es kann selbst allerdings nur Empfehlungen aussprechen und keine Verordnungen oder Verbote erlassen. Dies kann nur eine entsprechende Landesbehörde tun, was diese allerdings selten macht. Weiterhin meldet ein Arzt, im Falle der Vermutung eines Fehlers im Produkt, ebendieses an den Hersteller. Jener habe, einer Untersuchung des BfArM zufolge, nur in etwa der Hälfte der Fälle reagiert.
Kritisiert wird ferner, dass es keine deutschlandweite oder europaweite Datenbank über implantierte Medizinprodukte gibt, ein sogenanntes Implantatregister. Weltweit gibt es nur in 20 % der Länder öffentliche Datenbanken mit Informationen über Sicherheitswarnungen und Rückrufe von Medizinprodukten. Das BfArM hat nur eine nicht öffentliche Datenbank aller Probleme mit Medizinprodukten. Die Kritik ist, dass es somit an Transparenz fehle. Die Recherche zeigte auch die starke Verbindung von Lobbyisten zu Politikern.
Die Problematik wurde bereits 2007 im EU-Projekt EUPHORIC untersucht, ein Projekt, das von der Europäischen Kommission und von der Generaldirektion Gesundheit und Lebensmittelsicherheit ausging. In der Folge wurden alle orthopädische Medizinprodukte (Hüft-, Knie- und Sprunggelenks-Prothesen) im Projekt QoLA analysiert. QoLA war ein Projekt der Europäische Orthopädenvereinigung, bei dem Professoren aus weiten Teilen Europas und international mitarbeiteten. Über dieses Thema wurden mehr als 10 Dissertationen und mehrere Habilitationen geschrieben. Der Projektleiter, Gerold Labek und der für public health zuständige Wissenschaftler Christof Pabinger publizierten daraufhin internationale Fachartikel, die zeigten, dass es für 80 % der Prothesen weltweit keine Daten zu Qualität gibt und für die restlichen 20 % der Prothesen die Reoperationsrate um die Faktoren 3 bis 10 (je nach Produkt) zwischen Realität in den Registern der staatlichen Gesundheitssystemen und den Publikationen der Entwickler (bzw. sonstiger Publikationen) liegen: Die Publikationen der Entwickler sind offensichtlich und vielfach nicht nachvollziehbar. Die Ursache sind ökonomischer Druck und mangelhafte Zulassungskriterien.
Die Folge waren politische Diskussionen und die Überarbeitung der Leitlinie MEDDEV 2.7/1 zu Revision 4 (2016) (siehe Klinische Bewertung), sowie die Entwicklung der Verordnung (EU) 2017/745 über Medizinprodukte (MDR, Medical Device Regulation), die schließlich 2017 in allen EU-Ländern in Kraft trat und (nach Übergangsfristen) die bisherige Richtlinie 93/42/EWG über Medizinprodukte (Medical Device Directive – MDD) und Richtlinie 90/385/EWG über aktive implantierbare Medizinprodukte (Active Implantable Medical Device Directive – AIMDD) ersetzte. Dadurch wurde das Zulassungsverfahren deutlich verschärft, um Skandale wie diese in Zukunft zu vermeiden. Eine Information der breiten Öffentlichkeit wurde damals von allen beteiligten Politikern und Wissenschaftlern nicht als zielführend betrachtet. Für In-vitro-Diagnostika wurde parallel die Verordnung (EU) 2017/746 über In-vitro-Diagnostika in Kraft gesetzt.

## Beispiele
Die Firma Rainer Technology mit Sitz in England habe eine Wirbelsäulenprothese an Pavianen getestet. Auch wenn die Tests an ihnen fehlschlugen, wurde später eine Studie mit nur 19 Patienten über drei Monate durchgeführt und daraufhin von der British Standards Institution 2010 das CE-Zeichen vergeben. Die Behörde habe dabei keinerlei Unterlagen zu der Studie mit Affen erhalten.

## Datenbank
Das Internationale Netzwerk investigativer Journalisten erstellte und veröffentlichte im Zuge der Recherchen eine Datenbank samt Webseite zum Zugriff auf Informationen über Rückrufe und Warnungen einzelner Länder zu medizinischen Geräten. Die Daten wurden als Open Data unter einer Creative-Commons-Lizenz bereitgestellt. Im Dezember 2019 enthielt die Datenbank mehr als 120 000 Einträge aus 46 Ländern.

## Reaktionen
Die Süddeutsche Zeitung veröffentlichte zeitgleich zur Berichterstattung ein Buch unter dem Namen „Gefahr im Körper“ und trug zuvor in verschiedenen deutschen Städten Diskussionsveranstaltungen aus.
Der Bundesverband Medizintechnologie (BVMed) wies in seinen Stellungnahmen darauf hin, dass die neue Europäische Medizinprodukte-Verordnung (Medical Device Regulation, MDR), die 2017 verabschiedet wurde und ab Mai 2020 gilt, zahlreiche Verschärfungen mit sich bringt und das Äquivalenzprinzip abschafft. Die Prüfstellen seien zudem staatlich benannt, unter Einbeziehung der EU-Kommission, und staatlich überwacht. Das von der Bundesregierung vorgesehene zentrale Implantateregister würde von der Industrie unterstützt.
Die Implant Files gewannen 2019 die Red Ink Awards des Mumbai Press Club in der Kategorie „Health & Wellness“.